# M88 (БРЭМ)
M88 — гусеничная бронированная ремонтно-эвакуационная машина (БРЭМ), разработанная американской компанией Боуэн-Маклафлин-Йорк (Bowen-McLaughlin-York (BMY)) в конце 1950-х годов. 
В 1994 году компания BMY вошла в корпорацию «Объединённая Оборона» (United Defense), которая, в свою очередь, была в 2005 году приобретена британской корпорацией «Системы БАЕ» (BAE Systems).

## История создания
БРЭМ M88 разрабатывался для замены устаревших бронированных ремонтно-эвакуационных машин M74. BMY заключила контракт на постройку трёх прототипов под обозначением T88 на базе среднего и основного танка M60. За этими прототипами последовал контракт 10 предсерийных машин для проведения войсковых испытаний. В 1959 году был заключён контракт на поставку сухопутным войскам (армии) США 1 075 единиц с поставкой первого экземпляра к февралю 1961 года.

## Задействованные структуры
Серийное производство машин было организовано на заводе BMY в Йорке, штат Пенсильвания, который затем вместе с производством и персоналом вошёл в структуру подразделения сухопутной техники группы оборонных производств корпорации FMC (в дальнейшем — в составе филиала под названием United Defense), где осуществлялось изготовление корпусов и моторно-трансмиссионной группы, монтаж оборудования, сборка и отладка готовых боевых машин перед отправкой их конечному пользователю.
Помимо генерального подрядчика, в обеспечении отдельными узлами, агрегатами, приборами и комплектующими участвовали следующие коммерческие структуры:
- Braden Carco Gearmatic, Брокен-Арроу, Оклахома;
- Carlyle Johnson Machine, Манчестер, Коннектикут;
- DCA Foods, Джессап, Мэриленд;
- Goodyear, Сент-Мэрис, Огайо;
- Hamischfeger P&H, Ок-Крик, Висконсин;
- LOC Performance Products, Плимут, Мичиган;
- Maynard Steel Casing, Милуоки, Висконсин;
- Miner Elastomer Products, Дженива, Иллинойс;
- Teledyne[англ.], Маскигон, Мичиган;
- Twin Disc[англ.], Расин, Висконсин.

## Конструкция

### Броневой корпус
Корпус цельносварной, состоит из трёх отделений: в передней части — отделение управления, в средней части — отделение гидравлического оборудования, в корме — моторно-трансмиссионное отделение. В левом борту расположена дверь для экипажа. Бронирование обеспечивает защиту экипажа от пуль, осколков артиллерийских снарядов и противотранспортных мин.

### Вооружение
На крыше корпуса установлена вращающаяся башенка с 12,7-мм зенитным пулемётом M2 «Браунинг» и шестью стеклоблоками. Боекомплект пулемёта составляет 1 300 патронов.

### Средства наблюдения
В лобовой части корпуса расположены две башенки с приборами наблюдения, обеспечивающими обзор вперёд. Для вождения машины в ночных условиях имеется перископ M24 ночного видения.

### Двигатель и трансмиссия
На модели M88 устанавливался карбюраторный бензиновый двигатель AVSI-1790-6A «Continental».
Специальное оборудование включает:
- бульдозер-сошник с усилием до 6 тс для стабилизации машины при подъёмных операциях и лёгких фортификационных операций
- основная лебёдка с тяговым усилием до 40 тс и длиной троса 60 метров для вытаскивания поврежденной техники или для самовытаскивания
- вспомогательная лебёдка с тяговым усилием 22,5 тс и длиной троса 60 метров
- кран грузоподъёмностью до 23 тс для подъёма танковых двигателей и других грузов
- топливоперекачивающий насос для заправки отремонтированной техники и откачки топлива из повреждённой техники
- термодымовая аппаратура для маскировки

## Модификации

### M88A1
Вариант M88 с дизельным двигателем, модернизированной трансмиссией, обогревателем, вспомогательным силовым агрегатом, увеличенным запасом хода. Первый образец был переоборудован из M88 и обозначен M88E1. Затем было построено пять прототипов для проведения испытаний. Обозначение M88A1 машина получила в марте 1975 года.
В 1975 году был заключён контракт на поставку сухопутным войскам США новых M88A1 и переоборудование M88 в вариант M88A1. Производство осуществлялось на заводе компании BMY в Йорке, штат Пенсильвания. Модернизация M88 в M88A1 завершилась в 1982 году, производство новых M88A1 — в 1989 году. Всего было произведено 3042 M88A1. В 1991 году производство M88A1 было возобновлено для выполнения зарубежных заказов.

### M88A2 Hercules

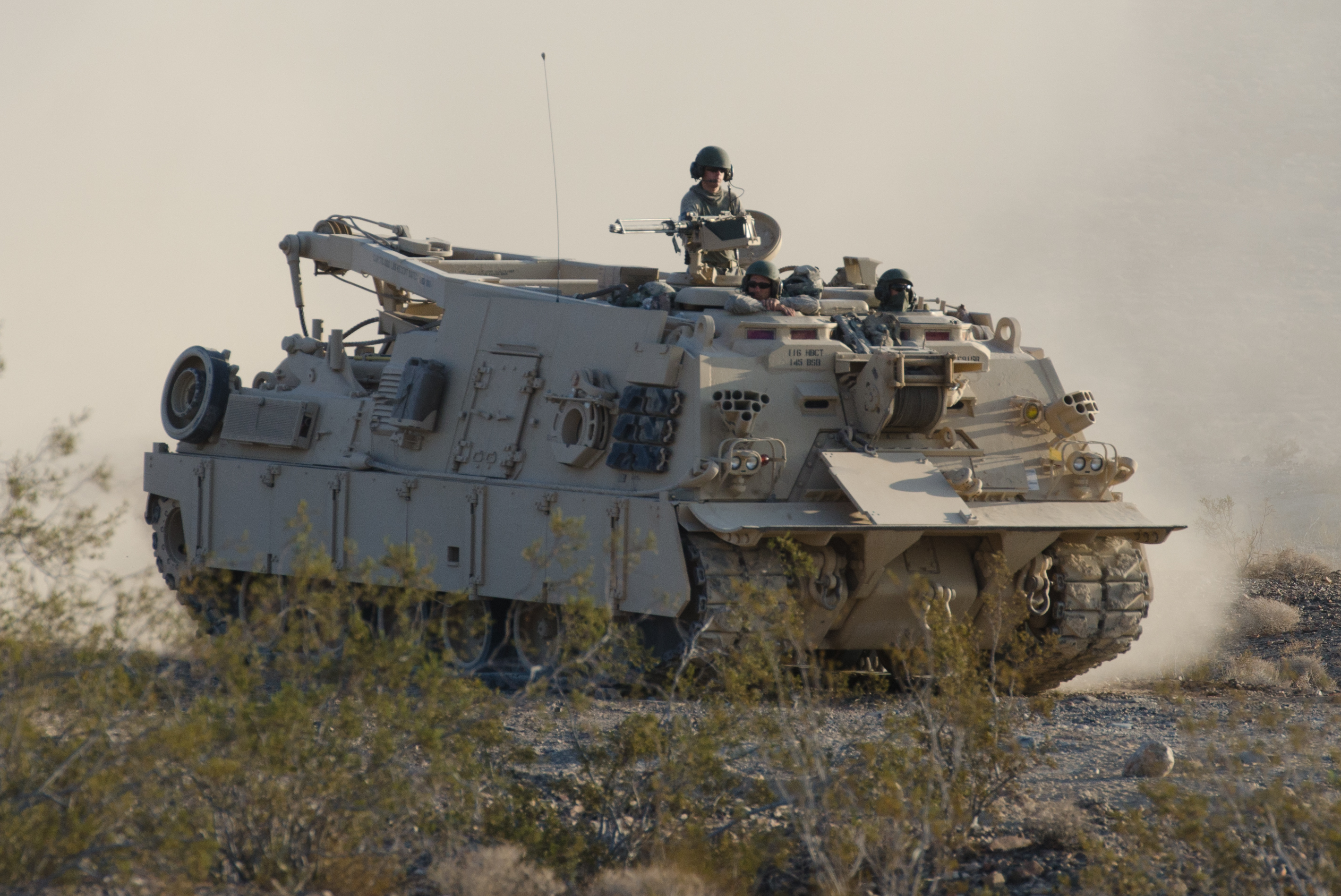
M88A2 116-й кавалерийской бригады в Форт-Ирвин, штат Калифорния. 22 августа 2015 года

M88A1 был создан для обслуживания танков M60 и не может обеспечить эвакуацию танков M1 «Абрамс». В августе 1982 года начались разработки новой БРЭМ M88A1E1, имевшей модернизированную силовую установку, большие возможности по буксировке и подъёму грузов и усиленное бронирование. Проект был отменён, в связи с перераспределением денежных средств для разработки самоходной гаубицы M109A6. Однако, в 1991 году разработка новой БРЭМ была продолжена. Машина получила обозначение M88A2 HERCULES (Heavy Equipment Recovery Combat Utility Lift and Evacuation System). Масса возросла до 63500 кг. Возможности по подъёму грузов были увеличены на 40 %, а по мощности лебёдки — на 55 %. Численность экипажа была уменьшена с 4 до 3 чел.
M88A2 Hercules производится компанией United Defence (бывшая BMY) на заводе в Йорке, Пенсильвания. Модернизация M88A1 до M88A2 производится United Defence и на военном складе в Аннистоне, Алабама. Контракт на производство был подписан в 1994 году. Первый экземпляр M88A2 СВ США получили в июле 1997 года.
К 2008 году поставлено СВ США 210 машин M88A2, КМП США — 68, иностранным заказчикам (Австралия, Египет, Кувейт, Тайвань) — 114.
В 2008 году заключён новый контракт на поставку СВ США 90 M88A2, КМП США — 4 M88A2. Поставка предусмотрена в период с июля 2010 года по сентябрь 2011 года.
В 2010 году первые 16 машин M88A2 были поставлены армии Ирака, в конце 2012 года был заключен контракт на поставку ещё 8 машин

### M88A3 Hercules

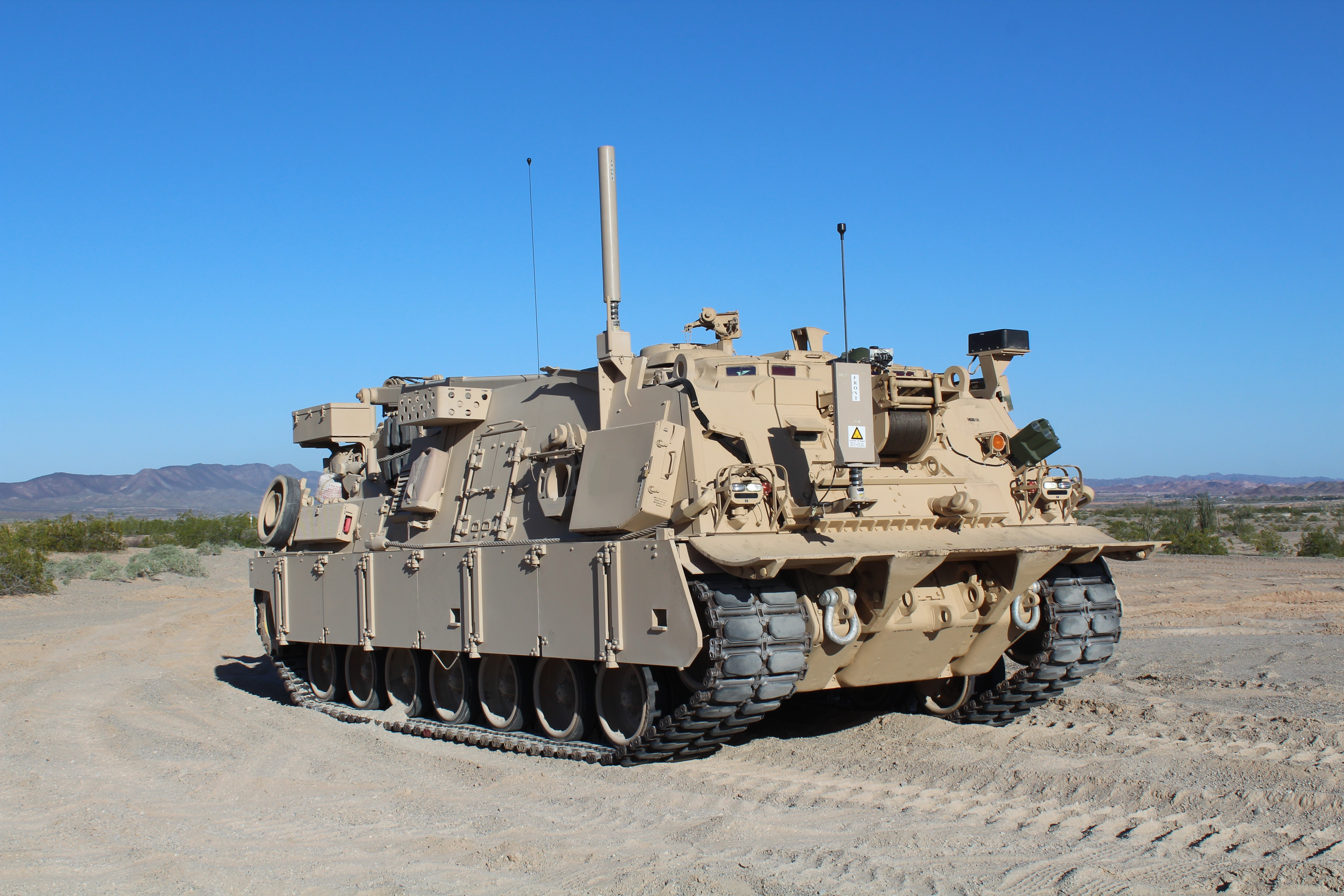
M88A3 в опытной эксплуатации на полигоне в пустыне Юма. 29 апреля 2024 года.

В M88A3 модернизирована трансмиссия для повышения мощности и крутящего момента. Добавлен седьмой опорный каток. Подвеска гидропневматическая. Увеличена грузоподъёмность, скорость и надёжность.
M88A3 обладает массой 78 коротких тонн (70,7 метрических тонн). Экипаж состоит из водителя, механика, командира и восстановительной команды. Мощность двигателя 1350 л. с. Запас хода 405 км. Обеспечивает эвакуацию танка массой до 80 тонн. M88A3 выполняет подъёмные, лебёдочные и буксировочные операции для самых тяжёлых боевых систем, таких как основной боевой танк «Абрамс».

## Состоит на вооружении
- Австралия — 19 единиц M88A2 по состоянию на 2021 год.[7]
- Австрия — 10 единиц М88А1 под обозначением BPz M-88 по состоянию на 2022 год.[8]
- Бахрейн — 4 единицы М88А1 по состоянию на 2013 год.
- Бразилия — 17 единиц М88А1 под обозначением VBE Soc М88 по состоянию на 2023 год.[9] [10]
- Греция — 95 единиц М88А1 по состоянию на 2021 год.[11]
- Египет — 308 единиц M88A1 и M88А2 по состоянию на 2015 год.[12]
- Израиль — 25 единиц М88А1 под обозначением М-88 по состоянию на 2018 год.
- Иордания — 52 единицы M88А1 по состоянию на 2012 год, планируется модернизация до уровня Al-Monjed.[13]
- Китайская Республика — 37 единиц M88A1 по состоянию на 2011 год  и 14 М88А2 заказаны в 2019 году.[14]
- Ливан — 35 единиц М88А1 и 2 М88А2 по состоянию на 2011 год.
- Марокко — 81 единица М88А1 по состоянию на 2013 год.[15]
- Пакистан — 52 единицы M88A1 по состоянию на 2011 год.
- Польша — 26 единиц М88А2 заказаны в 2022 году.
- Португалия — 6 единиц M88A1 и 2 единицы M88A2 по состоянию на 2023 год.[16]
- Саудовская Аравия — 98 единиц М88А1 по состоянию на 2017 год.[17]

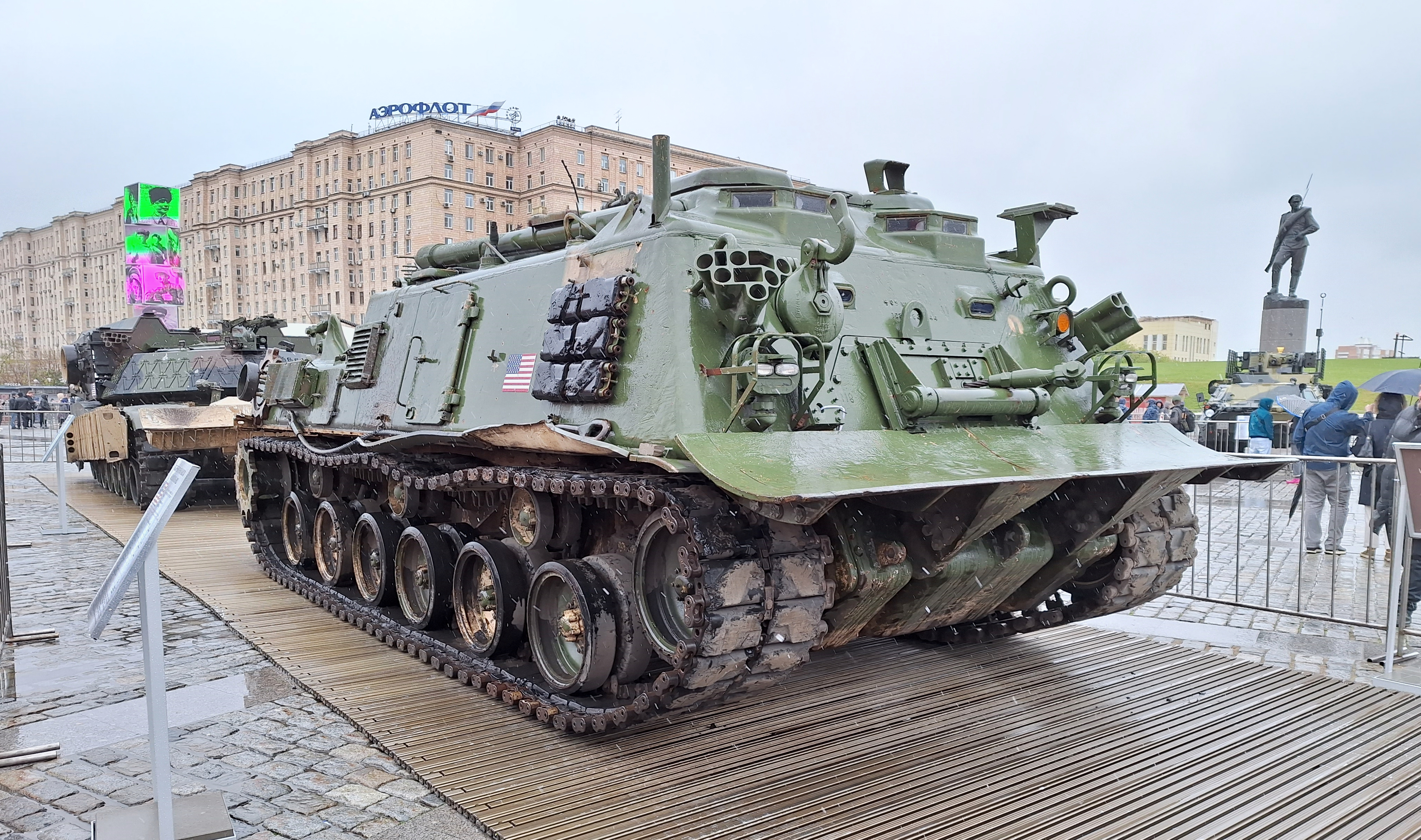
M88 на выставке трофейной техники в Москве в 2024 году

- Таиланд — 22 единицы M88A1 и 6 единиц M88А2 по состоянию на 2022 год.[18]
- Тунис — 6 единиц M88A1 по состоянию на 2011 год.
- Турция — 33 единицы M88A1 по состоянию на 2014 год.
- Судан — 2 единицы M88A1 по состоянию на 2011 год.
- США — 835 М88А2 и 360 М88А1 по состоянию на 2020 год, ещё до 1 000 единиц М88А1 на хранении.[19]
- Украина — 8 единиц переданы из запасов армии США в 2023 году

#### Будущие операторы
- Румыния — 4 единицы М88А2 заказаны в 2023 году

## Боевое применение
Использовались во Вьетнамской войне, арабо-израильской войне на истощение (один M88 был уничтожен авиаударом), Ливанской войне 1982 года, Кувейтской войне 1990 года (где были захвачены Ираком), операции «Буря в пустыне», вторжении в Ирак в 2003 году и других.

## Тактико-технические характеристики
| - Боевая масса — 63,5 т - Экипаж — 3 чел. - Длина — 8,64 м - Ширина — 3,66 м - Высота — 3,12 м - Двигатель — дизельный AVDS 1790-8CR - Мощность двигателя — 1050 л. с. - Максимальная скорость — 40 км/ч - Запас хода — 322 км - Грузоподъёмность крана — 31,7 т - Тяговое усилие лебёдки — 63,5 тс | - Боевая масса: 70,7 тонн (78 коротких тонн) - Мощность двигателя: 1350 л. с. (C32 Acert) - Расчётная скорость: 35 миль в час (56 км/ч) - Запас хода: 250 миль (405 км) - Ширина преодолеваемых траншей: 103 дюйма (2,6 м) - Высота преодолеваемых вертикальных преград: 42 дюйма (1,0 м) - Общая длина: 338 дюймов (8,5 м) - Ширина: 145 дюймов (3,6 м) - Высота: 124 дюйма (3,1 м) - Дорожный просвет: 16+ дюймов (40+ см) - Грузоподъёмность подъёмного оборудования: 80 000 фунтов (36,3 метрических тонны) - Масса буксируемого объекта: 72,6 метрических тонн (160 000 фунтов) |